# Fußballverband der Demokratischen Volksrepublik Korea
Der Fußballverband der Demokratischen Volksrepublik Korea (koreanisch 조선민주주의인민공화국 축구협회 Chosŏn Minjujuŭi Inmin Konghwaguk Ch’ukku Hyŏphwi) ist der im Jahr 1945 gegründete Fußballverband von Nordkorea.
Der Verband organisiert die Spiele der Fußballnationalmannschaft und die Spiele der nordkoreanischen Fußball-Ligen und ist seit 1974 Mitglied im Kontinentalverband AFC sowie seit 1958 Mitglied im Weltverband FIFA.
Er nahm an den Fußball-Weltmeisterschaften 1966 und 2010 und an den Fußball-Asienmeisterschaften 1980, 1992, 2011 und 2015 teil.